# Ізабель Гулар
Марі́я Ізабе́ль Гула́р Дура́до (порт. Maria Izabel Goulart Dourado; нар. 23 жовтня 1984 року, Сан-Паулу, Бразилія) — бразильська супермодель.

## Біографія
Народилася 23 жовтня 1984 року в Сан-Пауло, Бразилія. Має італійські та бразильські корені, чотирьох братів та сестру. В її родині сповідують католицизм.
Хобі — кулінарія, теніс та баскетбол.

## Кар'єра
У 14 років переїхала до столиці штату Сан-Паулу, де почала працювати моделлю. Брала участь в показах Oscar de la Renta, Valentino, Chanel, Michael Kors, Ralph Lauren та Stella McCartney.
Знімалася для обкладинок журналів GQ, Vogue , L'Officiel, Marie Claire і Esquire.
Перша поява на Victoria's Secret Fashion Show відбулася в 2005, а вже в 2006 вона була у складі «ангелів» Victoria's Secret.
У лютому 2012 року її сфотографував Душан Рельджин для Vogue Іспанія, а пізніше того ж року Маріо Тестіно, також для Vogue Іспанія, в редакційній статті під назвою "Las majas", в якій також брали участь Алессандра Амбросіо, Даутцен Крус, Міранда Керр та Ізабелі Фонтана. У листопаді бразильський журнал Isto é Gente визнав її "Модною персоною року", а в грудні 2012 року вона також з'явилася на обкладинці Glamour Brazil.